# Apodemus draco
Apodemus draco är en däggdjursart som först beskrevs av Barrett-Hamilton 1900. Apodemus draco ingår i släktet skogsmöss och familjen råttdjur. Internationella naturvårdsunionen kategoriserar arten globalt som livskraftig. Inga underarter finns listade.
Denna skogsmus förekommer i östra och södra Kina samt i angränsande regioner av Myanmar och nordöstra Indien. Arten vistas främst i bergstrakter upp till 3800 meter över havet. Habitatet utgörs av städsegröna och lövfällande skogar, ofta nära vattendrag. Apodemus draco hittas även i angränsande röjda områden. Den är aktiv på natten.
Arten blir 8,7 till 10,6 cm lång (huvud och bål) och har en 8 till 10,2 cm lång svans. Bakfötterna är 2,0 till 2,3 cm lång och öronen är 1,5 till 1,7 cm stora. Ryggen är täckt av rödbrun päls och på bålens sidor har pälsen en kraftig gul skugga. Det förekommer en ganska tydlig gräns mot den ljusgråa till vita pälsen på undersidan. Svansen är uppdelad i en mörkbrun ovansida och en ljusbrun undersida. Huvudet kännetecknas av öron som är kraftigare mörkbrun än angränsande kroppsdelar. Skogsmusens honor har fyra par spenar.
Enligt uppskattningar är honornas revir 2 200 till 2 500 m² stort och hannarnas revir är med 4 000 till 5 000 m² tydligt större.